# Matthäus Bauchinger
Matthäus Bauchinger (3. září 1851 Frankenburg am Hausruck – 9. dubna 1934 Pöchlarn) byl rakouský římskokatolický kněz a křesťansko sociální politik, na počátku 20. století poslanec Říšské rady, v poválečném období poslanec rakouské Národní rady.

## Biografie
Vychodil národní školu v rodném Frankenburgu a gymnázium v Linci. Vystudoval teologii v Mautern in Steiermark. Roku 1874 byl vysvěcen na kněze. V roce 1893 nastoupil k redemptoristům v Mautern jako učitel teologie. V letech 1895–1932 působil jako prelát a farář v Pöchlarn. Angažoval se v Křesťansko sociální straně Rakouska. Od roku 1897 byl poslancem Dolnorakouského zemského sněmu a člen dolnorakouského zemědělského spolku. Zasloužil se o politickou organizaci dolnorakouských rolníků. V roce 1898 založil ústřední rolnickou družstevní záložnu a byl jejím předsedou.
Na počátku 20. století se zapojil i do celostátní politiky. Ve volbách do Říšské rady roku 1907, konaných poprvé podle všeobecného a rovného volebního práva, získal mandát v Říšské radě (celostátní zákonodárný sbor) za obvod Dolní Rakousy 48. Usedl do poslanecké frakce Křesťansko-sociální sjednocení. Mandát obhájil za týž obvod i ve volbách do Říšské rady roku 1911 a byl členem klubu Křesťansko-sociální klub německých poslanců. Ve vídeňském parlamentu setrval až do zániku monarchie.Profesně byl k roku 1911 uváděn jako poslanec Dolnorakouského zemského sněmu a farář.
Po válce zasedal v letech 1918–1919 jako poslanec Provizorního národního shromáždění Německého Rakouska (Provisorische Nationalversammlung). V roce 1923 se stal ředitelem Svazu zemědělských družstev a roku 1927 založil centrálu rakouských zemědělských družstev.